# 萊翁西奧普拉多區 (盧卡納斯省)
14°41′38″S 74°07′27″W / 14.69389°S 74.12417°W
萊翁西奧普拉多區（西班牙語：Distrito de Leoncio Prado），是秘魯的一個區，位於該國中南部阿亞庫喬大區的盧卡納斯省，始建於1940年6月14日，面積1,053.6平方公里，海拔高度2,685米，2005年人口1,632，人口密度每平方公里1.5人。